# Пальмье
Пальмье (фр. palmier, сокращение от feuille de palmier, «пальмовый лист»), также Свиные ушки , Сердце пальмы или Ухо слона  — французское печенье в форме пальмового листа или бабочки, иногда называемое Пальмовыми листьями, Сердцем Франции, Французскими сердцами, Сердечками, Подошвами или Очками, которое было изобретено в начале XX века.

## Приготовление
Пальмье готовят из слоёного (иногда творожного) теста, похожего на тесто для круассанов, но без дрожжей. Слоеное тесто раскатывают, покрывают сахаром, а затем две стороны сворачивают вместе так, чтобы они встречались посередине, образуя рулет, который затем разрезают на ломтики примерно 1/4 дюйма (6 мм) и запекают. Обычно печенье обваливают в сахаре перед выпечкой.

## Разновидности
В Испании их называют palmeras (пальмы), и их можно покрыть кокосовой стружкой или шоколадом . В пуэрто-риканском варианте они покрыты медом. В Мексике и других странах Латинской Америки они известны как orejas (уши). В Китае они известны как пирожные с бабочками. В Греции их обычно называют маленькими очками (γυαλάκια). В Германии их называют свиными ушами (Schweineohren). В Италии Prussiane (насмешливо в честь якобы больших ушей прусских захватчиков); в Швейцарии Prussiens или Cœur de France . В Каталонии и Валенсии их называют ulleres (очки) или пальмерас . В Англии их называют маленькими сердечками (little hearts) и сладкими сердечками (sweet hearts). В Шотландии «свиные ушки» (pigs ears, pigs lugs). В Пакистане их называют French Hearts. В Японии с 1965 года их называют Genji Pie. В Индии они известны как уши слона или французские сердечки.
Арлетт (фр. arlette) – это печенье пальмье со вкусом корицы .